# Badak (Dabun Gelang)
Badak is een bestuurslaag in het regentschap Gayo Lues van de provincie Atjeh, Indonesië. Badak telt 1007 inwoners (volkstelling 2010).